# Marknadsanarkism
Marknadsanarkism är en ekonomisk riktning där all institutionell påverkan, däribland statlig, av marknaden förkastas. Marknadsanarkismen är intimt förknippad med individualanarkismen, i synnerhet med mutualismen, då den första teoretiska och praktiserade formen var marknadssocialistisk i sin natur.
Senare, under andra hälften av 1900-talet, har radikala liberaler, främst anarkokapitalister som Murray Rothbard, David Friedman och Hans-Hermann Hoppe också betecknat sig som marknadsanarkister, dessa är dock påverkade av individualanarkister som Benjamin Tucker och Lysander Spooner.